# Kojima KE009
O  009  é o modelo da Kojima no Grande Prêmio do Japão de 1977 da F1. Foi guiado por Noritake Takahara e Kazuyoshi Hoshino.